# Trichoniscus craterium
Trichoniscus craterium là một loài chân đều trong họ Trichoniscidae. Loài này được Verhoeff miêu tả khoa học năm 1941.